# Cho Seung-youn
Cho Seung-youn, noto anche con lo pseudonimo di Woodz (Seul, 5 agosto 1996), è un cantautore, rapper, ballerino e produttore discografico sudcoreano.

## Carriera
Ha in primis esordito nel 2014 nella boy band cinese-coreana Uniq, formata dalla Yuehua Entertainment. In seguito ha co-fondato il collettivo musicale M.O.L.A nel 2015 e Drinkcolor nel 2016. Nel 2018 ha co-fondato il suo team di produzione musicale personale Team HOW. 
Dopo un'apparizione nella quinta stagione dello show sudcoreano di competizione rap Show Me the Money, Cho ha debuttato da solista sotto il nome d'arte di Luizy nel luglio 2016. Ha successivamente cambiato il suo pseudonimo in Woodz nel 2018. Le sue pubblicazioni come Woodz includono i singoli "Pool", "Different" e "meaningless", addentrato nel genere alternative R&B, e presentando la sua transizione da rapper a cantante. Oltre alla sua carriera da solista, ha scritto e prodotto canzoni per artisti sia in Corea del Sud che in Cina, così come per gli show The Unit: Idol Rebooting Project e Idol Producer. 
Nel 2019 ha partecipato allo show di competizione musicale Produce X 101, il cui fine era di debuttare una boy band. Piazzatosi quinto, è riuscito a debuttare nel gruppo musicale X1 nel agosto del 2019. In seguito allo scioglimento del gruppo il 6 gennaio 2020 a causa della scandalo della manipolazione dei voti di Mnet, ha ripreso la sua carriera solista come Woodz, pubblicando il suo primo EP Equal il 29 giugno 2020, insieme al singolo "Love Me Harder".

## Discografia

### EP
- 2020 – Equal
- 2020 – Woops!
- 2021 – Only Lovers Left
- 2022 – Colorful Trauma
- 2023 – Oo-Li

### Singoli
- 2016 – Baby Ride (feat. Im Hyun-sik)
- 2016 – How Have You Been
- 2018 – Pool
- 2018 – Different
- 2018 – Meaningless
- 2020 – Love Me Harder
- 2020 – Bump Bump
- 2021 – Set (single album)
- 2021 – Lullaby
- 2021 – Kiss of Fire
- 2021 – Waiting
- 2022 – I Hate You
- 2023 – Abyss
- 2023 – Journey

### Collaborazioni
- 2016 – Recipe (con Flowsik)
- 2017 – Eating Alone (con Im Hyun-sik)
- 2018 – Drive (con EDEN, Babylon)